# Měcholupy (ort i Tjeckien, Plzeň)
Měcholupy är en ort i Tjeckien.   Den ligger i regionen Plzeň, i den västra delen av landet, 90 km sydväst om huvudstaden Prag. Měcholupy ligger 502 meter över havet och antalet invånare är 193.
Terrängen runt Měcholupy är platt åt sydväst, men åt nordost är den kuperad. Runt Měcholupy är det ganska glesbefolkat, med 23 invånare per kvadratkilometer. Närmaste större samhälle är Přeštice, 15,5 km väster om Měcholupy. Omgivningarna runt Měcholupy är en mosaik av jordbruksmark och naturlig växtlighet.